# Golfové vybavení
Golfové vybavení je označení pro různé předměty, které jsou používány pro hraní golfu. Vybavení zahrnuje golfové míčky, hole pro odpálení golfových míčků, zařízení sloužící pro míření úderu a další předměty.

## Míčky

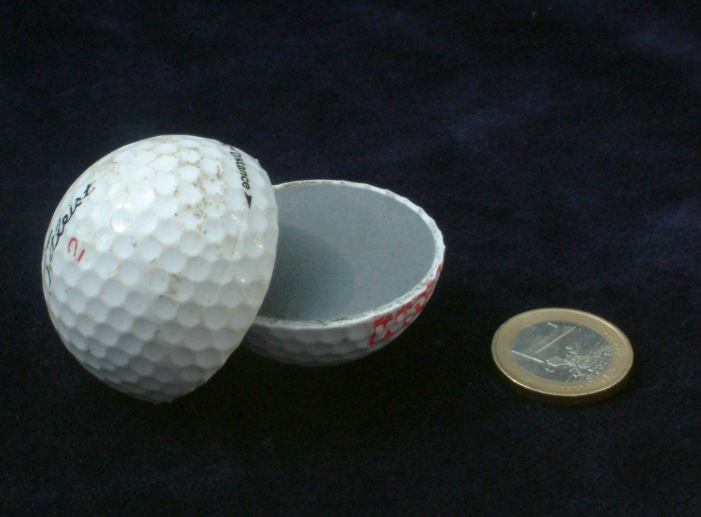
Golfový míček s gumovým jádrem (k porovnání s mincí)

Minimální povolený průměr golfového míčku je 42,67 mm a nejvyšší povolená hmotnost míčku je 45.93 gramů. Nejdříve se vyráběly kožené míčky plněné peřím. Od 20. let dvacátého století se používala gutaperča. Od padesátých let se používá dvojdílná konstrukce s povrchem ze surlynu od firmy Du Pont. Moderní míčky mají různě upravené povrchy. Zpravidla je na povrchu míčku 300-500 prohlubní (běžně jich je 336 ), které usnadňují aerodynamiku letu míčku.

## Hole

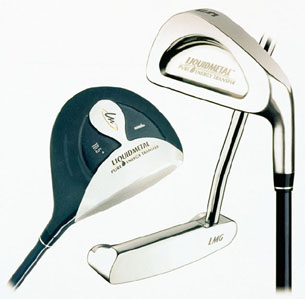
Dřevo, putter a železo.

Při golfu je důležité mít dostatek holí, hole se nosí v golfovém bagu. Každý hráč může mít libovolný počet holí, avšak, podle pravidel golfu, ne více než 14. Existují tři nejdůležitější typy holí, jsou to dřeva (anglicky woods), železa (irons) a puttery (putters). Wedge jsou železa, která se používají na kratší odpaly. Dřeva se používají na delší odpaly, často z týčka z oblasti faiwaye (krátce střižená tráva) nebo roughu (hlubší tráva), železa se spíše používají pro kratší a přesnější odpaly z fairwaye stejně jako z roughu. Nejnovější typy dřev, nazývané hybridy jsou kombinací přesnosti želez a tolerancí chyb při dlouhých chyb při odpalu dřevem. Wedge se používají i při odpalech z jiných povrchů, než je travnatý povrch. Používají se třeba při odpalech z písku nebo při chipování (přiblížení se) na green. Puttery se používají při doklepávání míčku do jamky na greenu, putter má minimální sklon hlavy hole.

## Shafty
Golfové shafty jsou používány mezi gripem (místem pro držení hole) a hlavou hole. Profil golfového shaftu je v řezu kruhový a obvykle je tenčí než grip, začíná na dolním konci gripu a končí u hlavy hole. Téměř všechny dnešní shafty jsou vyráběny z grafitu nebo temperovaného železa. Dříve byly používány i různá pevnější dřeva, také byly zkoušeny jiné materiály jako titan nebo hliník. Shaft se dá měnit a dokupovat.
Pravidla golfu povolují určitý ohyb shaftu pouze u putteru, jinde musí být naprosto přímý.

## Další vybavení

### Golfové bagy
Hráči golfu obvykle přenášejí své hole v golfovém bagu Golfový bag je nylonové nebo kožené asi metr vysoké pouzdro válcového tvaru. Golfové bagy mají několik kapes pro uskladnění různých golfových příslušenství. Golfové bagy bývají převáženy na vozících.

### Markovače
Pokud je při hře na greenu míček v dráze jiného golfisty, musí být jeho pozice označena markovačem. Markovačem může být mince nebo plochá a kulatá plastová destička.

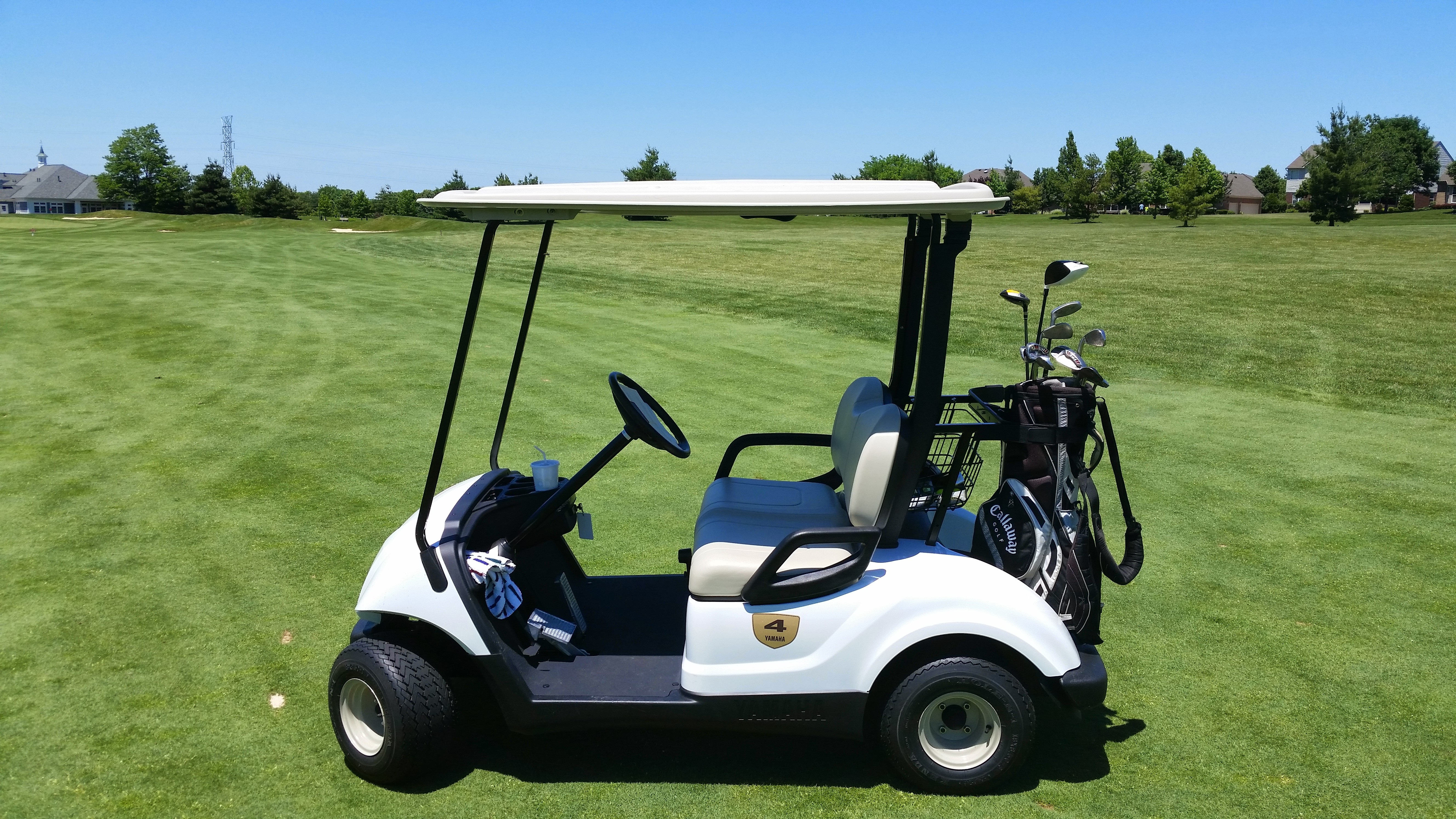
Golfový vozík na golfovém hřišti

### Golfový vozík
Na větších hřištích bývá možnost použít golfový vozík, v golfových vozících se vozí jak vybavení hráčů, tak někdy i samotní hráči. Golfové vozíky jsou vyráběny převážně třemi firmami, jsou to Club Car, E-Z-GO a Yamaha. Vozidla jsou poháněna elektrickými motory.

### Obuv
Hráči golfu většinou nosí speciální golfovou obuv s vyměnitelnými hroty (nebo malými plastovými výčnělky známými jako soft spikes). Boty jsou upraveny pro jistý postoj, pevné držení na kluzkých površích a na trávě.

### Vypichovátko
Vypichovátka jsou nástroje, které se používají pro úpravy greenu po pádu míčku z veliké výšky. Při tom je do greenu vytlačen důlek, který by ostatním hráčům komplikoval hru. Úprava spočívá v tom, že se zatlačí vyražená část greenu zpět do země. Vypichování důlků (pitch mark) je projevem gentlemanského přístupu ke hře, příliš často se tak ale nestává.

### Týčka

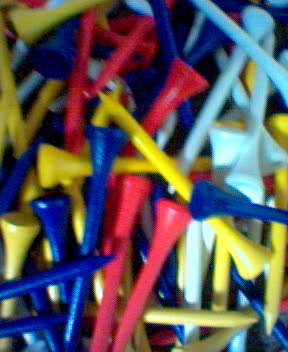
Golf tees

Týčko je dřevěný nebo plastový předmět, kterým se podkládá míček pro snadnější odpal míčku. Povoleno je pouze pro první úder driverem na každou jamku. Jsou to levné dřevěné nebo plastové nástroje, které se dají lehce sehnat. Velikost týčka není určená, záleží na osobních preferencích, delší týčka (7–8 cm vysoké) jsou určená pro novější drivery a dlouhé odpaly. Kratší týčka jsou používány pro jiné hole.